# Svetlogorsk (oblast Homel)
Svetlogorsk (Wit-Russisch: Светлаго́рск) is een Wit-Russische stad in de oblast Homel.
De stad is gelegen aan de rivier de Berezina. De stad werd in 1961 gesticht. Daarvoor was er op deze plek een dorp genaamd 'Sjatilki' (Wit-Russisch: Шацілкі). Het aantal inwoners is van 74.000 in 1993 langzaam gedaald naar 67.500 in 2018.

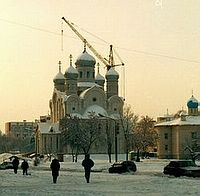
Russisch-Orthodoxe kathedraal in Svetlogorsk

## Geschiedenis
Voor de bouw van Svetlogorsk bevond zich op die plaats een klein dorp met de naam 'Sjatilki'. Dit dorp zou zijn gesticht door Raman Sjatila. De eerste melding over dit dorp dateert van 15 juni 1560. Het bevond zich op het gebied van het grootvorstendom Litouwen. Vanaf 1772 hoorde het, na de Poolse delingen, bij het Russische Keizerrijk.
In juli 1924 werd het stadje Paritschi gesticht, waar ook Sjatilki onder viel. In juli 1961 werd de naam hiervan veranderd in Svetlogorsk en werd de stad vervolgens flink uitgebreid.

## Economie
Bij de stad werden diverse ondernemingen uit de zware industrie gevestigd. In 1954 bevond er zich al een energiecentrale, in 1960 kwam er een grote kunstvezelproducent. Verder is er een pulp- en papierfabriek en productie van (gewapend) betonelementen.

## Bezienswaardigheden

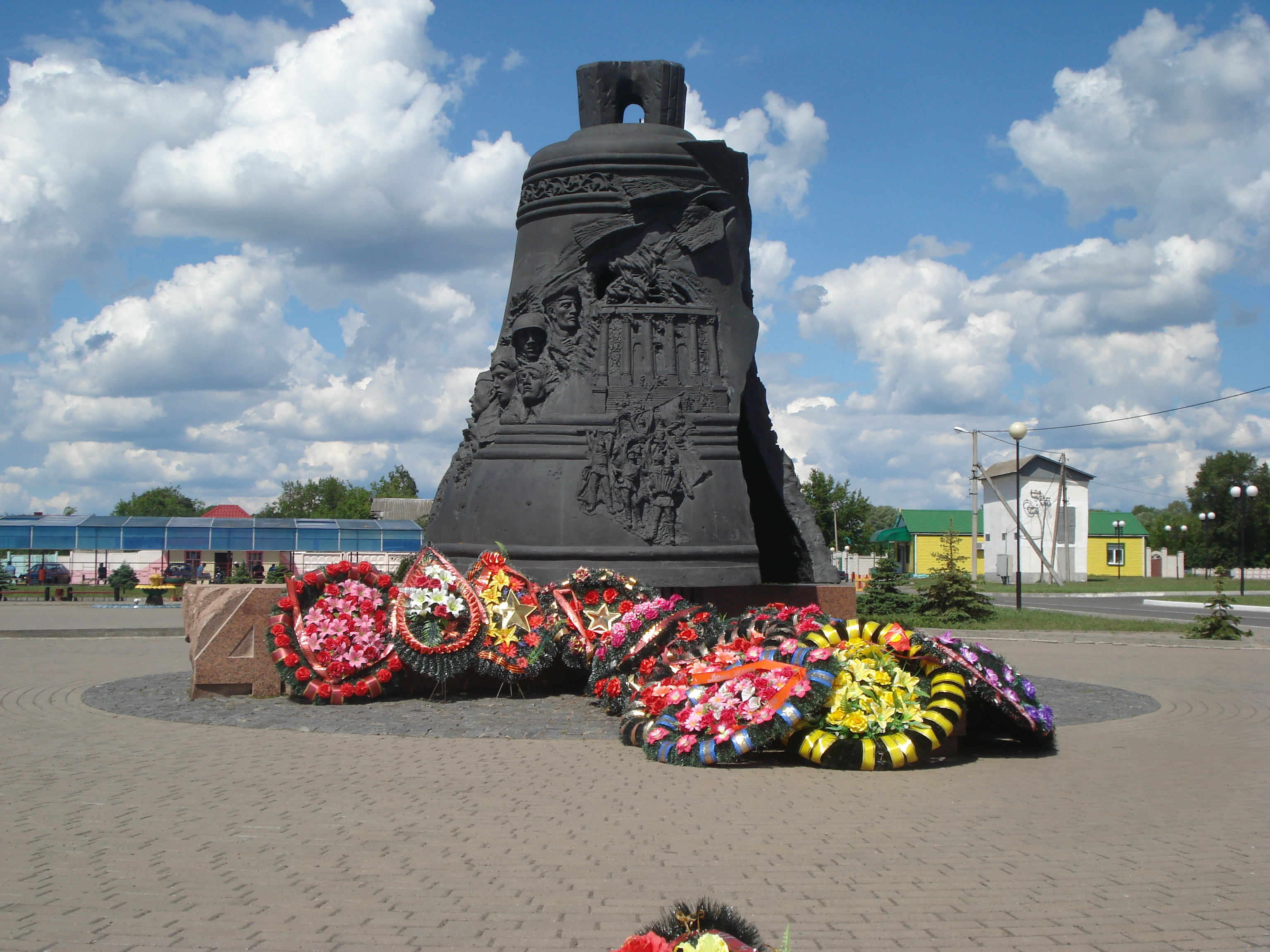
Monument voor gevallen soldaten in de Tweede Wereldoorlog

In het stadsbeeld overheersen eentonige flatgebouwen. In het historische deel 'Sjatilki' zijn nog traditionelere bouwstijlen te vinden. Er zijn enkele Rooms-Katholieke en Russisch-Orthodoxe kerken en monumenten voor de slachtoffers van de Tweede Wereldoorlog. Ook is er een monument voor de Russische gevallen soldaten van de Afghaanse Oorlog (1979-1989). Sinds 1979 is er een streekmuseum.

## Afbeeldingen

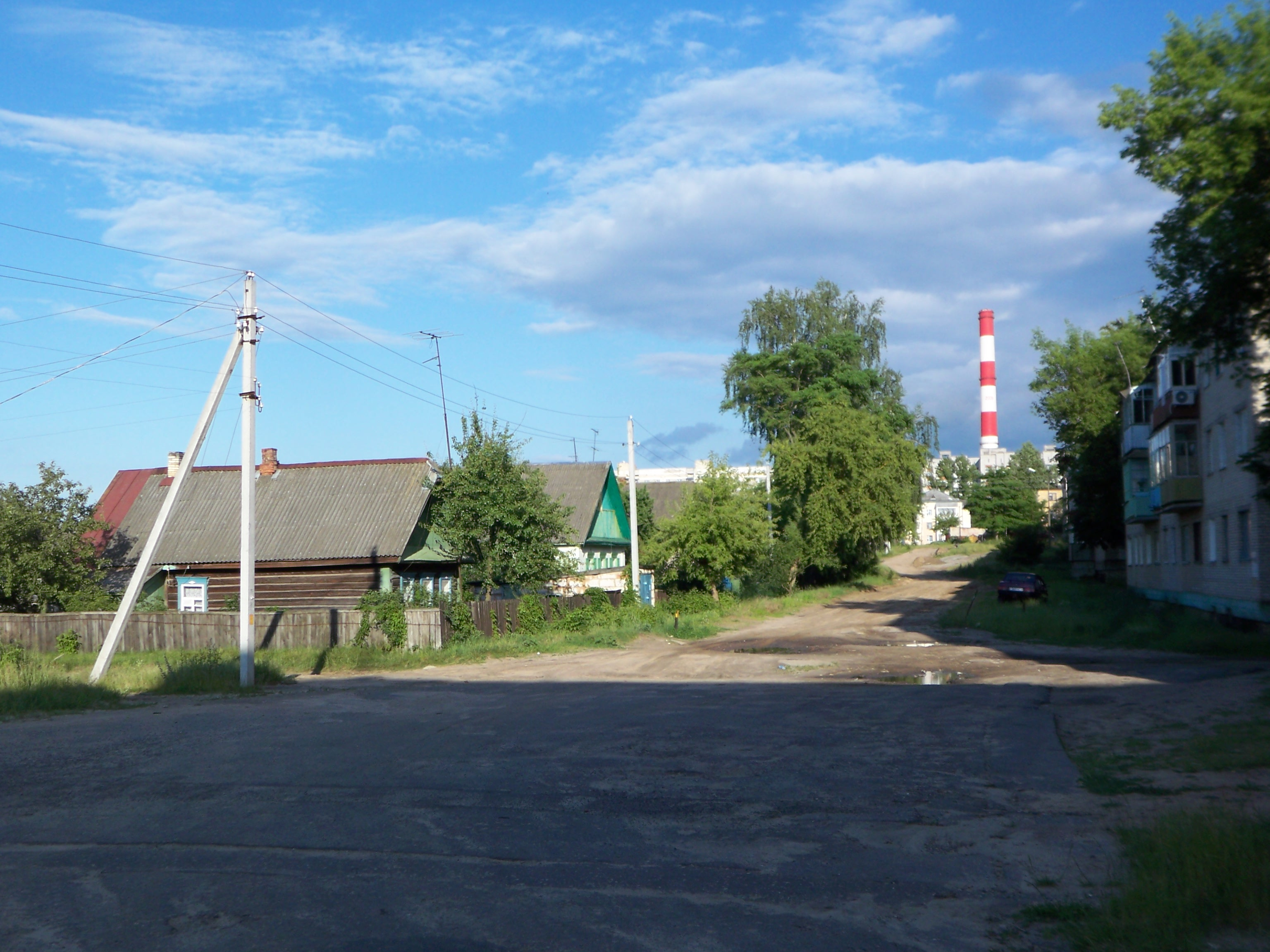
Oude huizen van het dorp Sjatilki
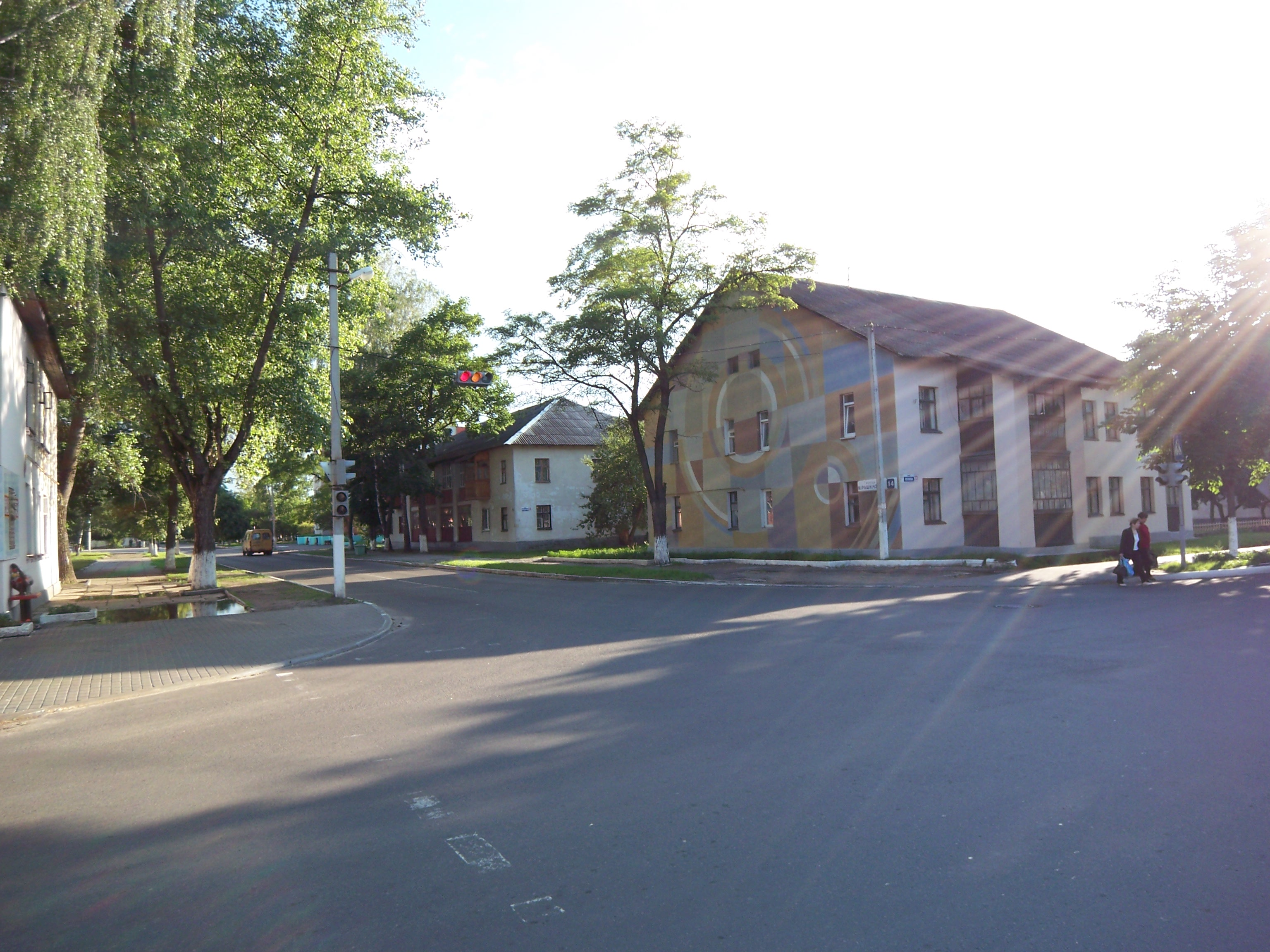
Muurschildering
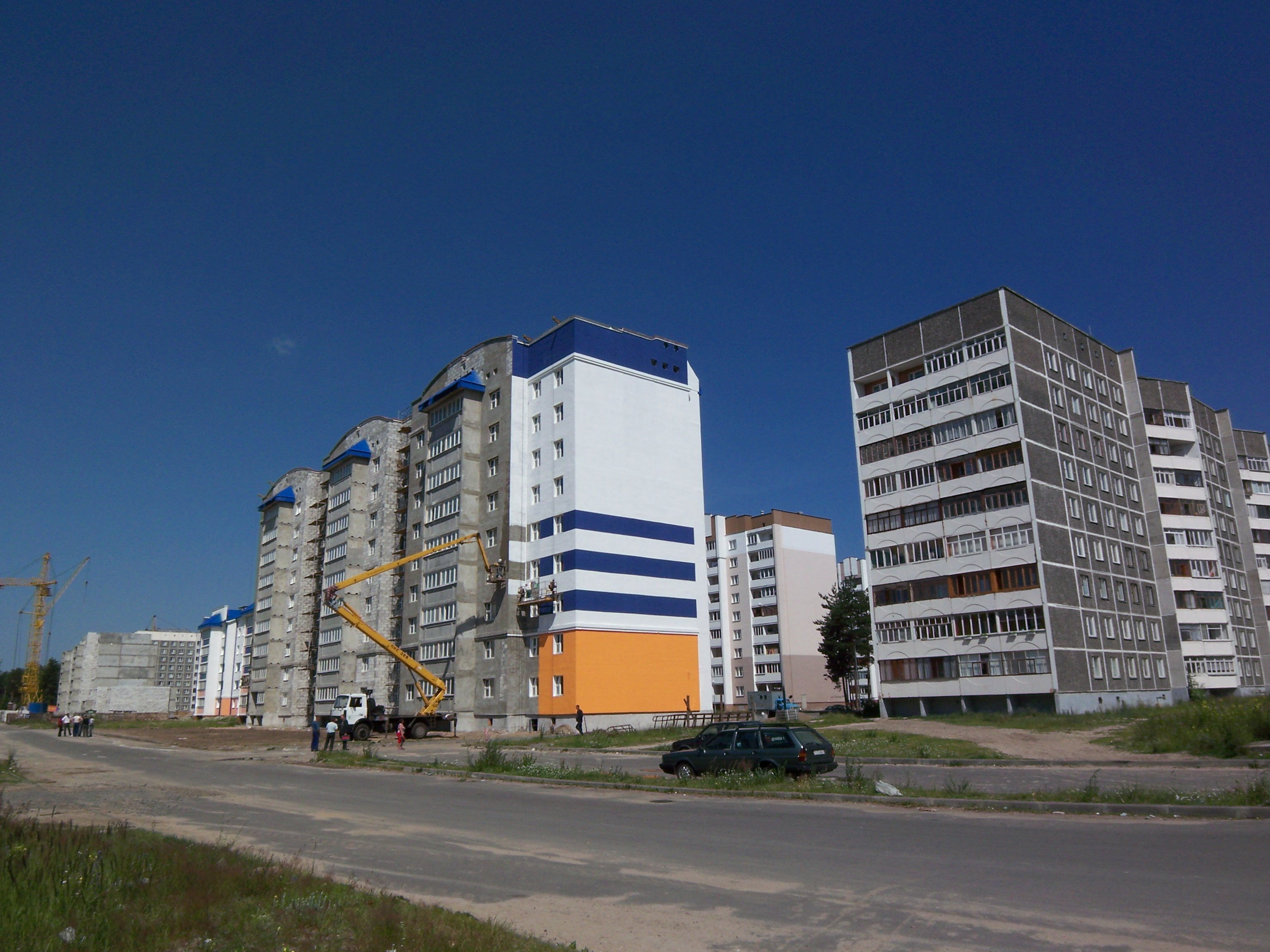
Schilderen van nieuwe flats
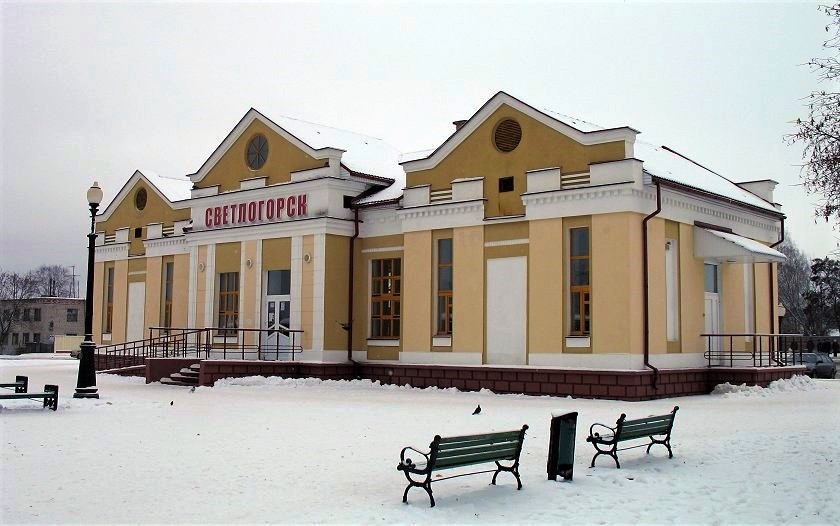
Spoorwegstation (1915)
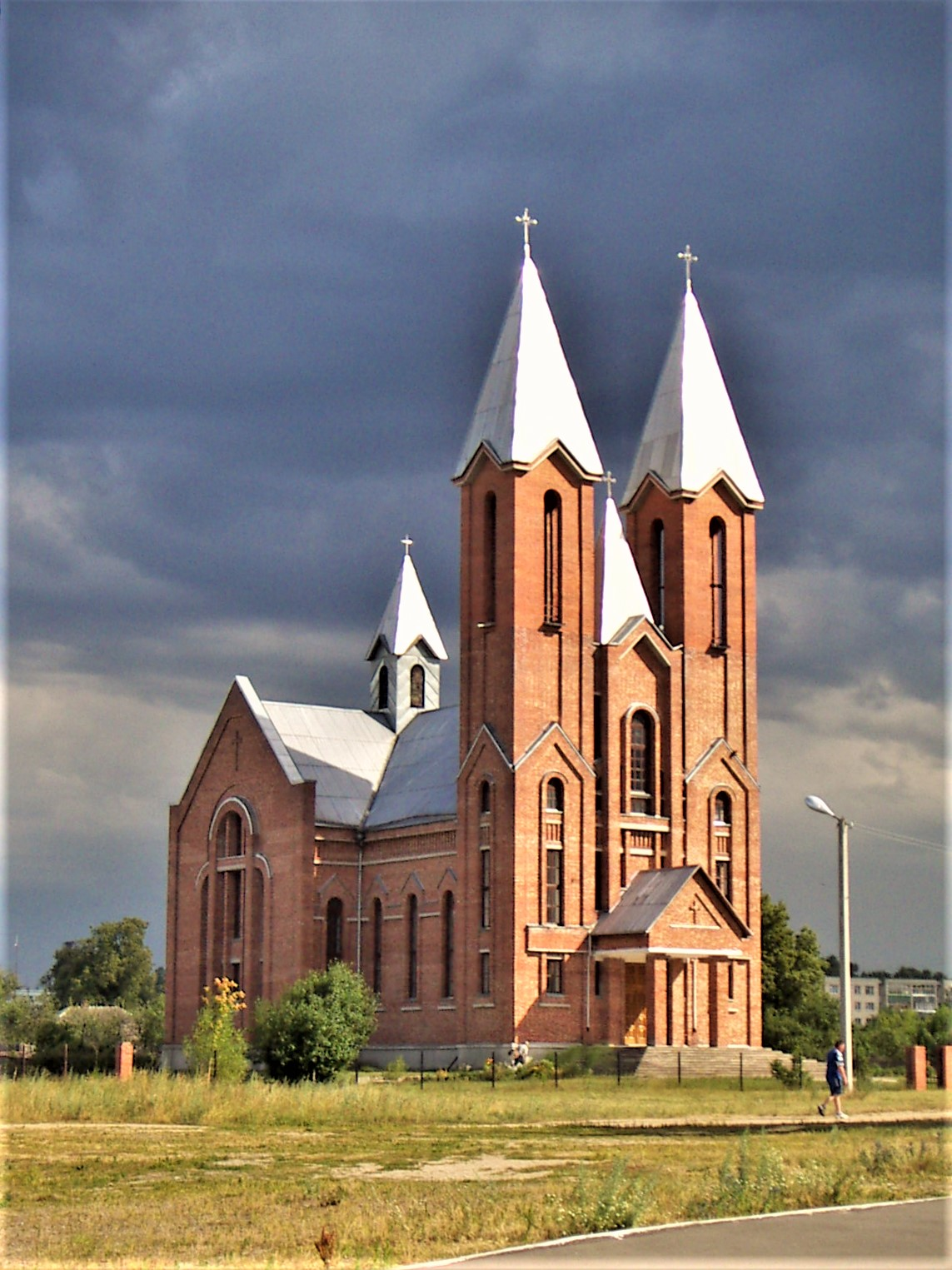
R.K.-kerk